# Макги, Джавейл
Джавейл Макги (англ. JaVale McGee; род. 19 января 1988, Флинт, Мичиган) — американский профессиональный баскетболист, до 2024 года играл за клуб Национальной баскетбольной ассоциации «Сакраменто Кингз». Играет на позиции центрового.

## Школа и колледж
Макги родился во Флинте, штат Мичиган и посещал две школы в Мичигане: Детройтскую выходного дня и христианскую Провиденскую. Перебравшись в Чикаго, он стал ходить во францисканскую Высшую школу. В школе ему идеально подходила позиция легкого форварда. Свою карьеру на позиции центрового Макги начинал в Университете Невада в Рино. После своего второго сезона в колледже, в котором игрок набирал 14,3 очков, 7,3 подборов в среднем за игру, Макги решает выставить свою кандидатуру на драфте 2008 года.

## НБА
9 июля 2008 года подписал двухлетний контракт с «Уизардс» на сумму 2,4 миллиона $.
9 января 2010 года Макги был оштрафован «Вашингтоном» на 10000 $ за участие в выходке Гилберта Аринаса перед игрой с «Филадельфией». Аринас был замешан в скандале, связанным с обнаружением оружия в его шкафчике в раздевалке команды. Его партнёры по команде смеялись и фотографировались с пистолетами.
6 января 2011 года Макги был выбран для участия в конкурсе по броскам сверху. Баскетболист стал первым в истории игроком «Уизардс», принимавшим участие в этом конкурсе. Макги занял второе место, проиграв Блэйку Гриффину. Спортсмен стал первым игроком, забросившим три мяча в одном прыжке, что позднее нашло своё отражение в книге рекордов Гиннесса.
15 марта 2011 года, в проигранном матче со счетом 79-98 команде «Чикаго Буллз», Макги сделал свой первый трипл-дабл: 11 очков, 12 подборов и 12 блок-шотов. Эти рекордные для него блок-шоты (12) не мог повторить никто с 23 марта 2001 года, когда Кеон Кларк сделал столько же. Тем не менее, игрок был раскритикован за его неподготовленные броски в четвёртой четверти, сделанные для того, чтобы набрать 10 очков, в то время как его команда безнадежно проигрывала. Макги даже получил технический фол за чрезмерную радость по поводу своего трипла-дабла.
15 марта 2012 года Макги вместе с Ронни Тюриафом был обменян в «Денвер Наггетс» на Нене.
19 февраля 2015 года «Денвер» отправил Макги и право выбора в первом раунде на Драфте НБА 2015 года в «Филадельфия Севенти Сиксерс». Денвер получил права на турецкого баскетболиста Ченка Акьола. 2 марта 2015 «Севенти Сиксерс» его отчислил.
8 июля 2016 года Макги был отчислен из состава «Маверикс».
14 сентября 2016 года подписал контракт с «Голден Стэйт Уорриорз», в составе которых стал двукратным чемпионом НБА. Несмотря на небольшое количество игрового времени, Джавейл стал ценным членом сильнейшей команды лиги, в которой смогли эффективно использовать его сильные стороны.
11 июля 2018 года на правах свободного агента перешёл в «Лос-Анджелес Лейкерс».
23 ноября 2020 года Макги был обменян в «Кливленд Кавальерс» за Джордана Белла и Альфонзо Маккини.
В 2021 году Макги во время дедлайна был обменян в «Денвер Наггетс» на Айзею Хартенштейна и 2 будущих выбора во втором раунде драфта.
16 августа 2021 года Макги подписал однолетний контракт с «Финикс Санз».
9 июля 2022 года Макги подписал однолетний контракт с «Даллас Маверикс». 30 августа 2023 года клуб отчислил игрока.
2 сентября 2023 года присоединился к клубу «Сакраменто Кингз». Памела и Джаdейл стали первой парой мать-сын, которая играла за команды Лос-Анджелеса и Сакраменто, а также выиграла золото сборной США по баскетболу.

## Карьера в национальной сборной
Макги получил приглашение в мини-лагерь сборной США летом 2009 года и ещё раз летом 2010 года. Макги сыграл за сборную США в матче в Radio City Music Hall во время Всемирного фестиваля баскетбола 2010 года, но после неровного выступления не стал играть в матче против сборной Китая в Madison Square Garden и был отчислен 15 августа 2010 года.
Во время локаута в НБА в 2011 году Макги дважды посетил Филиппины, сначала участвуя в выставочных матчах со звездами НБА против игроков Филиппинской баскетбольной ассоциации и сборной Филиппин по баскетболу, а затем в баскетбольной академии. Позднее в том же году он выразил заинтересованность в выступлении за сборную Филиппин, а в 2012 года был подан законопроект о предоставлении ему филиппинского гражданства, чтобы он мог выступать за Филиппины. В 2014 года сборная Филиппин вновь предложила Макги принять участие в Кубке мира по баскетболу ФИБА 2014 в Испании в качестве натурализованного игрока. Однако национальные команды были ограничены одним натурализованным игроком, и бывший партнёр по «Уизардс» Эндрэй Блатч попал в команду Кубка мира после получения гражданства.
Макги и форвард «Сан-Антонио Спёрс» Келдон Джонсон были заявлены в качестве замены Брэдли Билу и Кевину Лаву в олимпийской сборной США в 2020 году. 7 августа 2021 года Макги завоевал золотую олимпийскую медаль после победы США над Францией в финале. Он и его мать, Памела Макги, стали первыми в истории Олимпийских игр матерью и сыном, завоевавшими золотые медали.

## Семья и родственники
Мать — Памела Макги, в прошлом баскетболистка и тренер, олимпийская чемпионка (1984). Памела и Джавейл Макги стали первыми матерью и сыном, занимавшими первые места в олимпийских баскетбольных турнирах.
Биологическим отцом Джавейла Макги является Джордж Монтгомери, в прошлом баскетболист.
Отчим (с 1994 по 1996 год) — Кевин Стаффорд. Памела Макги и Кевин Стаффорд поженились в 1994 году, развелись в 1996 году.
Сестра — Имани Бойетт (в девичестве — Имани Макги-Стаффорд), баскетболистка.
Двоюродный брат — Джаррон Гилберт, игрок американского футбола.
Тётя — Паула Макги, в прошлом баскетболистка.

## Статистика

### Статистика в НБА
| Сезон                                                                                    | Команда      | Регулярный сезон | Регулярный сезон | Регулярный сезон | Регулярный сезон | Регулярный сезон | Регулярный сезон | Регулярный сезон | Регулярный сезон | Регулярный сезон | Регулярный сезон | Регулярный сезон | Серия плей-офф | Серия плей-офф | Серия плей-офф | Серия плей-офф | Серия плей-офф | Серия плей-офф | Серия плей-офф | Серия плей-офф | Серия плей-офф | Серия плей-офф | Серия плей-офф |
| Сезон                                                                                    | Команда      | GP               | GS               | MPG              | FG%              | 3P%              | FT%              | RPG              | APG              | SPG              | BPG              | PPG              | GP             | GS             | MPG            | FG%            | 3P%            | FT%            | RPG            | APG            | SPG            | BPG            | PPG            |
| ---------------------------------------------------------------------------------------- | ------------ | ---------------- | ---------------- | ---------------- | ---------------- | ---------------- | ---------------- | ---------------- | ---------------- | ---------------- | ---------------- | ---------------- | -------------- | -------------- | -------------- | -------------- | -------------- | -------------- | -------------- | -------------- | -------------- | -------------- | -------------- |
| 2008/09                                                                                  | Вашингтон    | 75               | 14               | 15,2             | 49,4             | -                | 66,0             | 3,9              | 0,3              | 0,4              | 1,0              | 6,5              | Не участвовал  | Не участвовал  | Не участвовал  | Не участвовал  | Не участвовал  | Не участвовал  | Не участвовал  | Не участвовал  | Не участвовал  | Не участвовал  | Не участвовал  |
| 2009/10                                                                                  | Вашингтон    | 60               | 19               | 16,1             | 50,8             | 0,0              | 63,8             | 4,1              | 0,2              | 0,3              | 1,7              | 6,4              | Не участвовал  | Не участвовал  | Не участвовал  | Не участвовал  | Не участвовал  | Не участвовал  | Не участвовал  | Не участвовал  | Не участвовал  | Не участвовал  | Не участвовал  |
| 2010/11                                                                                  | Вашингтон    | 79               | 75               | 27,8             | 55,0             | 0,0              | 58,3             | 8,0              | 0,5              | 0,5              | 2,4              | 10,1             | Не участвовал  | Не участвовал  | Не участвовал  | Не участвовал  | Не участвовал  | Не участвовал  | Не участвовал  | Не участвовал  | Не участвовал  | Не участвовал  | Не участвовал  |
| 2011/12                                                                                  | Вашингтон    | 41               | 40               | 27,4             | 53,5             | -                | 50,0             | 8,8              | 0,6              | 0,6              | 2,5              | 11,9             | Не участвовал  | Не участвовал  | Не участвовал  | Не участвовал  | Не участвовал  | Не участвовал  | Не участвовал  | Не участвовал  | Не участвовал  | Не участвовал  | Не участвовал  |
| 2011/12                                                                                  | Денвер       | 20               | 5                | 20,5             | 61,2             | -                | 37,3             | 5,8              | 0,3              | 0,5              | 1,6              | 10,3             | 7              | 0              | 25,9           | 43,4           | -              | 53,8           | 9,6            | 0,7            | 0,7            | 3,1            | 8,6            |
| 2012/13                                                                                  | Денвер       | 79               | 0                | 18,1             | 57,5             | 100,0            | 59,1             | 4,8              | 0,3              | 0,4              | 2,0              | 9,1              | 6              | 2              | 18,7           | 58,1           | -              | 38,9           | 5,2            | 0,0            | 0,7            | 1,0            | 7,2            |
| 2013/14                                                                                  | Денвер       | 5                | 5                | 15,9             | 44,7             | -                | 100,0            | 3,4              | 0,4              | 0,2              | 1,4              | 7,0              | Не участвовал  | Не участвовал  | Не участвовал  | Не участвовал  | Не участвовал  | Не участвовал  | Не участвовал  | Не участвовал  | Не участвовал  | Не участвовал  | Не участвовал  |
| 2014/15                                                                                  | Денвер       | 17               | 0                | 11,4             | 55,7             | -                | 69,0             | 2,8              | 0,1              | 0,1              | 1,1              | 5,2              | Не участвовал  | Не участвовал  | Не участвовал  | Не участвовал  | Не участвовал  | Не участвовал  | Не участвовал  | Не участвовал  | Не участвовал  | Не участвовал  | Не участвовал  |
| 2014/15                                                                                  | Филадельфия  | 6                | 0                | 10,3             | 44,4             | -                | 50,0             | 2,2              | 0,3              | 0,0              | 0,2              | 3,0              | Не участвовал  | Не участвовал  | Не участвовал  | Не участвовал  | Не участвовал  | Не участвовал  | Не участвовал  | Не участвовал  | Не участвовал  | Не участвовал  | Не участвовал  |
| 2015/16                                                                                  | Даллас       | 34               | 2                | 10,9             | 57,5             | 0,0              | 50,0             | 3,9              | 0,1              | 0,1              | 0,8              | 5,1              | 2              | 0              | 7,2            | 50,0           | -              | 33,3           | 1,5            | 0,0            | 0,5            | 0,0            | 2,0            |
| 2016/17                                                                                  | Голден Стэйт | 77               | 10               | 9,6              | 65,2             | 0,0              | 50,5             | 3,2              | 0,2              | 0,2              | 0,9              | 6,1              | 16             | 1              | 9,3            | 73,2           | -              | 72,2           | 3,0            | 0,3            | 0,1            | 0,9            | 5,9            |
| 2017/18                                                                                  | Голден Стэйт | 65               | 17               | 9,5              | 62,1             | 0,0              | 73,1             | 2,6              | 0,5              | 0,3              | 0,9              | 4,8              | 13             | 9              | 12,2           | 67,2           | 0,0            | 66,7           | 3,2            | 0,3            | 0,2            | 0,8            | 6,5            |
| 2018/19                                                                                  | Лейкерс      | 75               | 62               | 22,3             | 62,4             | 8,3              | 63,2             | 7,5              | 0,7              | 0,6              | 2,0              | 12,0             | Не участвовал  | Не участвовал  | Не участвовал  | Не участвовал  | Не участвовал  | Не участвовал  | Не участвовал  | Не участвовал  | Не участвовал  | Не участвовал  | Не участвовал  |
| 2019/20                                                                                  | Лейкерс      | 68               | 68               | 16,6             | 63,7             | 50,0             | 64,6             | 5,7              | 0,5              | 0,5              | 1,4              | 6,6              | 14             | 11             | 9,7            | 62,5           | 0,0            | 50,0           | 3,1            | 0,5            | 0,1            | 0,7            | 2,9            |
| 2020/21                                                                                  | Кливленд     | 33               | 1                | 15,2             | 52,1             | 25,0             | 65,5             | 5,2              | 1,0              | 0,5              | 1,2              | 8,0              | Не участвовал  | Не участвовал  | Не участвовал  | Не участвовал  | Не участвовал  | Не участвовал  | Не участвовал  | Не участвовал  | Не участвовал  | Не участвовал  | Не участвовал  |
| 2020/21                                                                                  | Денвер       | 13               | 1                | 13,5             | 47,8             | 0,0              | 66,7             | 5,3              | 0,5              | 0,2              | 1,1              | 5,5              | 4              | 0              | 8,5            | 30,0           | 0,0            | 33,3           | 3,0            | 0,8            | 0,3            | 1,3            | 2,0            |
| 2021/22                                                                                  | Финикс       | 74               | 17               | 15,8             | 62,9             | 22,2             | 69,9             | 6,7              | 0,6              | 0,3              | 1,1              | 9,2              | 12             | 0              | 11,1           | 70,0           | 0,0            | 84,6           | 4,0            | 0,6            | 0,3            | 0,4            | 6,8            |
| 2022/23                                                                                  | Даллас       | 42               | 7                | 8,4              | 64,0             | 40,0             | 58,5             | 2,5              | 0,3              | 0,1              | 0,6              | 4,4              | Не участвовал  | Не участвовал  | Не участвовал  | Не участвовал  | Не участвовал  | Не участвовал  | Не участвовал  | Не участвовал  | Не участвовал  | Не участвовал  | Не участвовал  |
| 2023/24                                                                                  | Сакраменто   | 46               | 0                | 7,4              | 59,8             | 14,3             | 57,8             | 2,7              | 0,4              | 0,3              | 0,4              | 4,0              | Не участвовал  | Не участвовал  | Не участвовал  | Не участвовал  | Не участвовал  | Не участвовал  | Не участвовал  | Не участвовал  | Не участвовал  | Не участвовал  | Не участвовал  |
|                                                                                          | Всего        | 909              | 343              | 16,1             | 57,8             | 19,2             | 60,4             | 5,0              | 0,4              | 0,4              | 1,4              | 7,6              | 74             | 23             | 12,4           | 61,6           | 0,0            | 57,1           | 4,0            | 0,4            | 0,3            | 1,0            | 5,6            |
| Наведите курсор мыши на аббревиатуры в заголовке таблицы, чтобы прочесть их расшифровку. |              |                  |                  |                  |                  |                  |                  |                  |                  |                  |                  |                  |                |                |                |                |                |                |                |                |                |                |                |

### Статистика в NCAA
| Сезон | Команда | Conf  | Class | GP | GS | MPG  | FG%  | 3P%  | FT%  | RPG | APG | SPG | BPG | PPG  |
| --- | ------- | ----- | ----- | -- | -- | ---- | ---- | ---- | ---- | --- | --- | --- | --- | ---- |
| 2006/07 | Невада  | WAC   | FR    | 33 | 0  | 10,0 | 60,0 | 66,7 | 47,1 | 2,2 | 0,1 | 0,2 | 0,9 | 3,3  |
| 2007/08 | Невада  | WAC   | SO    | 33 | 31 | 27,3 | 52,9 | 33,3 | 52,5 | 7,3 | 0,6 | 0,8 | 2,8 | 14,1 |
| Всего | Всего   | Всего | Всего | 66 | 31 | 18,7 | 54,2 | 35,6 | 51,4 | 4,8 | 0,3 | 0,5 | 1,8 | 8,7  |
| Наведите курсор мыши на аббревиатуры в заголовке таблицы, чтобы прочесть их расшифровку Статистика приведена с сайта sports-reference.com |         |       |       |    |    |      |      |      |      |     |     |     |     |      |